# لیکوسنگ‌چشم‌ها
لیکوسنگ‌چشم‌ها (به انگلیسی: Shrike-babblers) گروهی از پرندگان کوچک از سردهٔ Pteruthius و بومی قلمرو هندومالایی هستند و به‌طور سنتی در خانواده لیکویان جهان قدیم جای می‌گرفتند؛ پیش از اینکه مطالعات تبارزایی مولکولی در سال ۲۰۰۷ نشان دهند که آنها به بهترین وجه وابسته به خانواده سرودخوانان هستند که در آن زمان تصور می‌شد به جهان جدید محدود می‌شود. آنها به‌طور سنتی به پنج گونه با چندین زیرگونه طبقه‌بندی می‌شدند، اما تغییر در وضعیت این گونه‌ها بر پایهٔ مفهوم تبارزایی گونه‌ها، شکل‌های بیشتری را در مجموعه گونه‌های پنهان نشان می‌دهد. بیشتر گونه‌ها در جنگل‌های کوهستانی یافت می‌شوند و برخی از گونه‌ها در طول زمستان به ارتفاعات پایین‌تر کوچ می‌کنند.
اندازهٔ لیکوسنگ‌چشم‌ها از ۱۱٫۵ تا ۲۰ سانتی‌متر طول و وزن ۱۰–۴۸ گرم متغیر است. آنها از نظر پر و اندازه متفاوت هستند، اما همگی دارای یک نوک چنگکی سیاه و سفید، موهای کوتاه دهانی و یک پرهای نوجوان متمایز هستند. همه آنها دودیسی جنسی را در پرها نشان می‌دهند و نرها عموماً روشن‌تر هستند. آوای ساده و یکنواختی دارند.
هیچ‌یک از گونه‌ها توسط فعالیت‌های انسانی در معرض خطر تلقی نمی‌شوند.

### گونه‌های موجود
بر اساس تفاوت‌های ایجاد شده توسط مطالعات تبارزایی و بر اساس گوناگویی آوایی، این گروه به هفت گونه طبقه‌بندی شده‌است:
| تصویر  | نام رایج            | نام علمی                 | زیرگونه‌ها | پراکندگی                                          |
| ------ | ------------------- | ------------------------ | --- | ------------------------------------------------- |
|        | لیکوسنگ‌چشم سبز      | Pteruthius xanthochlorus | - P. x. Occidentalis Harington، ۱۹۱۳ - P. x. xanthochlorus Gray, JE & Gray, GR، ۱۸۴۷ - P. x. hybrida هرینگتون، ۱۹۱۳ - P. x. pallidus (دیوید، ۱۸۷۱) | بوتان، چین، هند، میانمار، نپال، پاکستان و ویتنام  |
|        | لیکوسنگ‌چشم گوش‌سیاه  | Pteruthius melanotis     | - P. m. melanotis هاجسون، ۱۸۴۷ - P. m. tahanensis Hartert، ۱۹۰۲ | جنوب شرق آسیا از هیمالیا تا غرب مالزی             |
|        | لیکوسنگ‌چشم سرسیاه   | Pteruthius rufiventer    | - P. r. rufiventer بلیت، ۱۸۴۲ - P. r. delacouri مایر، ۱۹۴۱ | شرق نپال تا شمال غربی ویتنام                      |
|        | لیکوسنگ‌چشم ابروسفید | Pteruthius aeralatus     | - P. a. validirostris Koelz، ۱۹۵۱ - P. a. ricketti اوگیلوی گرانت، ۱۹۰۴ - P. a. aeralatus Blyth، ۱۸۵۵ - P. a. schauenseei Deignan، ۱۹۴۶ - P. a. Cameranoi Salvadori، ۱۸۷۹ - P. a. Robinsoni Chasen & Kloss، ۱۹۳۱ - P. a. annamensis رابینسون و کلوس، ۱۹۱۹ - P. a. ripleyi بیسواس، ۱۹۶۰ | شمال برمه تا جنوب کامبوج                          |
|        | لیکوسنگ‌چشم ابلق     | Pteruthius flaviscapis   | | جاوه                                              |
|        | لیکوسنگ‌چشم ماشه‌چکان | Pteruthius intermedius   | - P. i. intermedius (هیوم، ۱۸۷۷) - P. i. aenobarbulus Koelz، ۱۹۵۴ | آسام، هند، شرق میانمار تا جنوب چین، و جنوب ویتنام |
| </img> | لیکوسنگ‌چشم چهچهه‌زن  | Pteruthius aenobarbus    | | جاوه                                              |